# Urkizu (Guipúzcoa)
Urkizu es una entidad de población española del municipio de Tolosa, perteneciente a la provincia de Guipúzcoa, en la comunidad autónoma del País Vasco.

## Toponimia
El lugar puede aparecer referido con las grafías «Urkizu» y «Urquizu».

## Historia
Hacia mediados del siglo XIX, el lugar, ya por entonces perteneciente a Tolosa, tenía contabilizada una población de 84 habitantes. Aparece descrito en el decimoquinto volumen del Diccionario geográfico-estadístico-histórico de España y sus posesiones de Ultramar de Pascual Madoz con las siguientes palabras:

URQUIZU: barrio en la prov. de Guipózcoa, part. jud. y térm. de Tolosa (1 leg.): sit. en la falda oriental del monte de su nombre; con clima sano. Tiene 10 casas; un pozo de buenas aguas para beber y demas usos domésticos; igl. dedicada á San Pedro y servida por un capellan residente en Tolosa, que dice misa los dias de precepto. El terreno es de mediana calidad: le bañan los arroyos de Iturrua y Artuche, tributarios del r. Oria. prod.: trigo, maiz, castañas, cerezas y nabos; cria ganado vacuno, y caza de liebres. pobl.: 14 vec., 84 alm.
(Madoz, 1849, p. 229)

En 2023, la entidad singular de población tenía empadronados treinta habitantes.